# خون و شراب
خون و شراب (انگلیسی: Blood and Wine) فیلمی در ژانر سرقت، نئو نوآر، و مهیج به کارگردانی باب رافلسون است که در سال ۱۹۹۶ منتشر شد.

## بازیگران
- جک نیکلسون در نقش الکس گیتز
- استیون درف در نقش جیسون
- جنیفر لوپز در نقش گابریل
- جودی دیویس در نقش سوزان گیتز
- مایکل کین در نقش ویکتور
- هارولد پرینو در نقش هنری
- مایک استار در نقش مایک
- جان اف. سایتز در نقش فرانک ریس
- مارک مک‌کالی در نقش گوارد